# Пинья, Орасио
Орасио Пинья Гарсия (исп. Horacio Piña Garcia, 12 марта 1945, Матаморос, Коауила) — мексиканский бейсболист, питчер. Выступал за ряд клубов Главной лиги бейсбола. Победитель Мировой серии 1973 года в составе «Окленд Атлетикс». Также играл за ряд мексиканских клубов, выигрывал чемпионат Мексиканской бейсбольной лиги в составе «Риелерос де Агуаскальентес».

## Биография

### Ранние годы и начало карьеры
Орасио родился 12 марта 1945 года в городе Матаморос в штате Коауила. Он был четвёртым из семи детей в семье работника фермы Роберто и его супруги Ноэми. В северной части Мексики, где они жили, бейсбол был одним из самых популярных видов спорта. Роберто в свободное время играл питчером в полупрофессиональной команде. Орасио же в детстве предпочитал футбол, играл вратарём и защитником. В бейсбол он впервые попробовал сыграть, когда ему было семнадцать лет. В первой команде Пинье платили 50 песо, хорошие деньги для того времени. В 1964 году его игру на региональном турнире заметили скауты команды «Перикос де Пуэбла». Контракт Орасио подписал по настоянию матери, так как отец к тому времени умер, а семье требовались деньги. 
В 1965 году Пинья начал выступления за фарм-клуб «Перикос» из Сакатекаса. Он сыграл 116 иннингов в 38 матчах с пропускаемостью 6,60. Главной проблемой Орасио был контроль мяча, из-за чего он допустил 72 уока. В следующем сезоне он сыграл за команду всего шесть игр, а затем выступал в региональных лигах на севере Мексики. Только в 1967 году он дебютировал за «Перикос де Пуэбла». В играх чемпионата он одержал шестнадцать побед при одиннадцати поражениях с хорошим показателем пропускаемости 3,28. По итогам года спортивная газета La Afición назвала Пинью лучшим новичком лиги. Успешное выступление привлекло внимание скаута клуба «Кливленд Индианс» Реджи Отеро. Команды быстро договорились и Орасио дебютировал в Калифорнийской лиге в составе «Рино Сильвер Сокс», сыграв три матча. Зимой он выступал в Лиге Мексикана дель Пасифико за «Томатерос де Кульякан», где провёл рекордную серию из 46 1/3 иннингов без пропущенных хитов и сыграл ноу-хиттер. 
Весной 1968 года Пинья провёл сборы с основным составом «Индианс», а затем был направлен в фарм-клуб AAA-лиги «Портленд Биверс». Там он сыграл пять матчей стартовым питчером с пропускаемостью 0,69, после чего, по согласованию с руководством «Кливленда», вернулся в Мексику, где уровень заработной платы был выше. За «Перикос» Орасио играл удачно и в августе «Индианс» снова выкупили его контракт.

### Главная лига бейсбола
Четырнадцатого августа 1968 года Пинья дебютировал в Главной лиге бейсбола. Спустя неделю провёл первую игру в роли стартового питчера, отыграв 8 2/3 иннинга против «Бостон Ред Сокс» с двуми пропущенными ранами и одержав свою первую победу. Весной 1969 года на сборах он закрепился в составе «Кливленда» и в первые четыре месяца сезона сыграл в 31 матче. В июле, после неудачного матча против «Чикаго Уайт Сокс», руководство клуба решило перевести его в AA-лигу, но Орасио отказался и был дисквалифицирован. В декабре «Индианс» обменяли его в «Вашингтон Сенаторз». В зимнее межсезоне он снова уехал играть за «Томатерос де Кульякан» и выиграл с командой чемпионский титул. Так Пинья поступал каждый год на протяжении всей своей профессиональной карьеры, суммарно проведя в «Томатерос» двенадцать сезонов.
Весной 1970 года Пинья опоздал на сборы «Сенаторз» и тренер команды Тед Уильямс даже пригрозил оштрафовать его на 100 долларов за каждый пропущенный день. Несмотря на это, личные отношения между ними всегда были хорошими, отчасти благодаря тому, что мать Уильямса имела мексиканские корни. В течение двух лет Орасио играл реливером. В 1971 году он провёл рекордную для себя 61 игру в регулярном чемпионате. В начале 1972 года владелец клуба Боб Шорт перевёз «Сенаторз» в Техас, где они получили название «Рейнджерс». Пинья в том сезоне установил другой личный рекорд, сделав пятнадцать сейвов. Сам себя он при этом считал средним питчером, а журналисты отмечали его дружелюбие и указывали, что зимой в Мексике Орасио зарабатывал больше, чем в США.
Тридцатого ноября 1972 года «Рейнджерс» обменяли Пинью в «Окленд Атлетикс» на игрока первой базы Майка Эпстайна. Он дополнил буллпен действующих победителей Мировой серии, где играли Ролли Фингерс, Даролд Ноулз и Пол Линдблад. В регулярном чемпионате 1973 года Орасио сыграл в 47 матчах, одержал шесть побед при трёх поражениях с пропускаемостью 2,76, сделал восемь сейвов. По ходу сезона он почти две недели провёл вне игры после того, как в одной из игр ослушался тренера Дика Уильямса и это привело к поражению «Атлетикс». Осенью он впервые в своей карьере в США сыграл в плей-офф. Во втором матче Чемпионской серии Американской лиги против «Балтимора» Пинья заменил Виду Блу и провёл два «сухих» иннинга. В Мировой серии «Атлетикс» встретились с «Нью-Йорк Метс» и он стал вторым в истории мексиканцем, сыгравшем в финале Главной лиги бейсбола. Орасио принял участие во второй и четвёртой играх серии, завершившихся победами «Метс». В оставшихся матчах реливерами команды были Фингерс и Ноулз, а «Окленд» выиграл Мировую серию со счётом 4:3. В декабре Пинью, к удивлению главного тренера команды, обменяли в «Чикаго Кабс» на ветерана Боба Локера.
Впервые в карьере Орасио оказался в команде Национальной лиги. В «Кабс» его рассматривали как реливера для завершения игр, но возможностей для сейвов по ходу сезона было немного и большая их часть досталась новичку Оскару Саморе. Также Пинью беспокоили боли в плече и в итоге он сыграл за «Кабс» всего в 34 матчах. В июле его обменяли в «Калифорнию Энджелс», где он до конца года принял участие в 11 играх. Весной 1975 Орасио снова опоздал на сборы, а после их завершения был отчислен. Атлетикс хотели забрать его с драфта отказов, но он сам не хотел играть в младших лигах и отклонил предложение контракта.

### Карьера в Мексике
Пинья вернулся в Мексику, где в клубе «Риелерос де Агуаскальентес» ему предложили зарплату в размере 40 тысяч песо и автомобиль Dodge Royal Monaco. Первого мая 1975 года он сыграл ноу-хиттер. В составе «Риелерос» он играл в течение пяти лет, оставаясь одним из лидеров лиги по показателю пропускаемости. В сезоне 1977/78 Орасио второй раз в карьере выиграл зимний чемпионат в составе «Томатерос» и принял участие в играх Карибской серии, турнира для победителей национальных турниров Латинской Америки. Летом 1978 года он провёл лучший матч в карьере, сыграв совершенную игру, а по итогам сезона вместе с «Риелерос» стал победителем Мексиканской лиги. В сентябре 1978 года по рекомендации скаута Рубена Амаро контракт с ним подписала «Филадельфия». Пинья сыграл за команду две игры регулярного чемпионата, не попал в её состав на плей-офф и вернулся обратно в Мексику.
Последний сезон своей бейсбольной карьеры Пинья провёл в 1980 году в составе «Леонес де Юкатан». Зимой того года он получил серьёзную травму плеча. Операция прошла успешно, но с бейсболом ему пришлось закончить. Всего в Мексиканской бейсбольной лиге Орасио сыграл 235 матчей, одержав 100 побед при 68 поражениях с пропускаемостью 2,35. В 2007 году он также вошёл в число пятидесяти лучших игроков в истории зимней Лиги Мексикана дель Пасифико.

### После завершения карьеры
Закончив играть, Пинья в течение двух лет работал тренером питчеров в команде Унион Лагуна. Затем он поселился в Матоморосе с супругой и шестью детьми. Вместе с друзьями он открыл кантину. В 2009 году в городе был открыт спортивный комплекс, названный в его честь. Имя Орасио Пиньи также носит городская бейсбольная лига.